# Маятник Фуко (роман)
«Маятник Фуко» (італ. Il pendolo di Foucault) — історичний детективно-філософський пародійний фантастичний роман Умберто Еко. Роман дуже великий за об'ємом. Назва роману походить від фізичного досліду проведеного фізиком Леоном Фуко у 1851 році у Пантеоні, що знаходиться у Парижі. Суть досліду полягала у тому, щоб за допомогою маятника довести, що Земля обертається навколо своєї осі. В романі декілька розгорнутих сюжетних ліній і використовується стільки історичних даних, що критик Ентоні Берджес навіть запропонував видати довідник до цієї книги, щоб читачам було легше орієнтуватися. Українською роман переклала Мар'яна Прокопович; книжка вийшла 1998 року у видавництві «Літопис» (Львів).

## Сюжет
У міланському видавництві Гарамонд працюють разом молодий співробітник Казобон і два досвідчених редактора — Якопо Бельбо та Діоталлеві. Казобон у студентські роки написав дисертацію про орден Тамплієрів; Якопо Бельбо — людина надзвичайно ерудована і добре знається на історії та філософії; Діоталлеві — людина не менших ніж Бельбо енциклопедичних знань, вважає себе євреєм і займається кабалістикою. Одного дня до редакції заходить полковник у відставці Арденті. Арденті приносить з собою рукопис своєї книги, у якій він начебто розкрив секрет ордену Тамплієрів. Для того, щоб якось привернути увагу редакторів Гарамонда до своєї книги, Арденті у найдрібніших деталях розповідає про події, які підштовхнули його до написання книги. За словами Арденті, він знайшов у підземеллі старовинного замку, у якому колись знаходилася філія ордену, зашифрований документ, який начебто є ключем до розгадки таємниці Тамплієрів. Бельбо робить копію цього документу і залишає її у себе разом з рукописом книги. Наступного дня виявляється, що Арденті зникає при загадкових обставинах. Відомості, які розповів Арденті, поєднані з ерудицією Казобона, Бельбо і Діоталлеві по крихтах відроджують «задум». «Задум» — це справжня історія ордену Тамплієрів і місії, яку виконував і виконує їхній орден. У міруі того, як «задум» розробляється, до нього вплітаються все нові і нові історичні події, наприклад, історії інших таємних орденів, біблійні факти, історія про Святий Грааль тощо. В результаті виходить так, що усі визначні події в історії Європи так чи інакше пов'язані з реалізацією «задуму» Тамплієрів. Але за іронією долі Тамплієри через надмірну конспірацію самі вже перестали розуміти деталі свого «задуму» і документ, який знайшов Арденті їм теж потрібен, щоб заповнити білі плями у «задумі».
Такою є головна сюжетна лінія роману, але можна виділити ще дві другорядні, але дуже розгорнуті, сюжетні лінії:
1) Історія життя Казобона, до якої належать такі дрібніші сюжетні лінії: Париж у 70-х роках XX ст., подорож Казобона до Бразилії, сімейне життя Казобона;
2) Історія життя Якопа Белбо: дитинство, юність, перше кохання Бельбо, найбільше кохання у житті Белбо.
Отже, в романі є три головних сюжетних лінії: «задум» Тамплієрів, історія життя Казобона та історія життя Бельбо. Усі ці три сюжетні лінії надзвичайно розгорнуті.
До роману також вплетена зовсім побічна, але все ж таки цікава і повчальна історія про шахраїв у видавничій справі — це історія про видавництво Мануціо.
Цікаво, що детективна сюжетна лінія у романі переривається. Фінал історії з «задумом» Тамплієрів розмитий. Але такий фінал не суперечить ідеї твору.
З того моменту, як герої починають розшифровувати «задум» детективний елемент у романі відходить на другий план і поступається місцем філософському. Автор, перелицьовуючи історію Європи, показує, на що здатні люди заради ідеї, у що може перетворитися бажання людини пізнати сенс буття.